# 1-己醇
1-己醇（英語：1-hexanol）也称为正己醇，是一種醇類有機化合物，也是一種六碳醇，其化學式為C6H13OH，其示性式為CH3(CH2)5OH。
1-己醇是無色液體，微溶於水，可以溶於乙醚和乙醇。
1-己醇有2個直鏈的同分異構體存在（2-己醇、3-己醇），這兩者的差別在于羥基位置的不同。己醇的同分異構物皆可用化學式C6H13OH來表示。
1-己醇可以用在香水工業。